# Eristalis antipoda
Eristalis antipoda là một loài ruồi trong họ Ruồi giả ong (Syrphidae). Loài này được Schiner miêu tả khoa học đầu tiên năm er ?. Eristalis antipoda phân bố ở miền Australasia